# Турбана
Турбана (исп. Turbaná) — город и муниципалитет на севере Колумбии, на территории департамента Боливар.

## История
Поселение, из которого позднее вырос город, было основано 17 июля 1894 года.

## Географическое положение

Муниципалитет Турбана

Город расположен в северной части департамента, в пределах Прикарибской низменности, на расстоянии приблизительно 9 километров к юго-востоку от города Картахена, административного центра департамента. Абсолютная высота — 84 метра над уровнем моря.
Муниципалитет Турбана граничит на северо-западе и западе с территорией муниципалитета Картахена, на северо-востоке — с муниципалитетом Турбако, на востоке и юге — с муниципалитетом Архона, на юго-западе — с территорией департамента Сукре. Площадь муниципалитета составляет 159,35 км².

## Население
По данным Национального административного департамента статистики Колумбии, совокупная численность населения города и муниципалитета в 2015 году составляла 14 883 человека.
Динамика численности населения муниципалитета по годам:
| 2005   | 2006   | 2007   | 2008   | 2009   | 2010   | 2011   | 2012   | 2013   | 2014   | 2015   |
| ------ | ------ | ------ | ------ | ------ | ------ | ------ | ------ | ------ | ------ | ------ |
| 13 493 | 13 590 | 13 728 | 13 862 | 13 993 | 14 141 | 14 284 | 14 435 | 14 576 | 14 733 | 14 883 |

Согласно данным переписи 2005 года мужчины составляли 51,4 % от населения Турбаны, женщины — соответственно 48,6 %. В расовом отношении белые и метисы составляли 99,9 % от населения города; негры, мулаты и райсальцы — 0,1 %.
Уровень грамотности среди всего населения составлял 88,2 %.

## Экономика
68,8 % от общего числа городских и муниципальных предприятий составляют предприятия торговой сферы, 25,7 % — предприятия сферы обслуживания, 1,4 % — промышленные предприятия, 4,1 % — предприятия иных отраслей экономики.

## Транспорт
К востоку от города проходит национальное шоссе № 90 (исп. Ruta Nacional 90).